# Neodexiopsis brevicornis
Neodexiopsis brevicornis är en tvåvingeart som först beskrevs av Malloch 1934.  Neodexiopsis brevicornis ingår i släktet Neodexiopsis och familjen husflugor. Inga underarter finns listade i Catalogue of Life.